# Trinia glauca
Trinia glauca là một loài thực vật có hoa trong họ Hoa tán. Loài này được Dumort. miêu tả khoa học đầu tiên.

## Hình ảnh

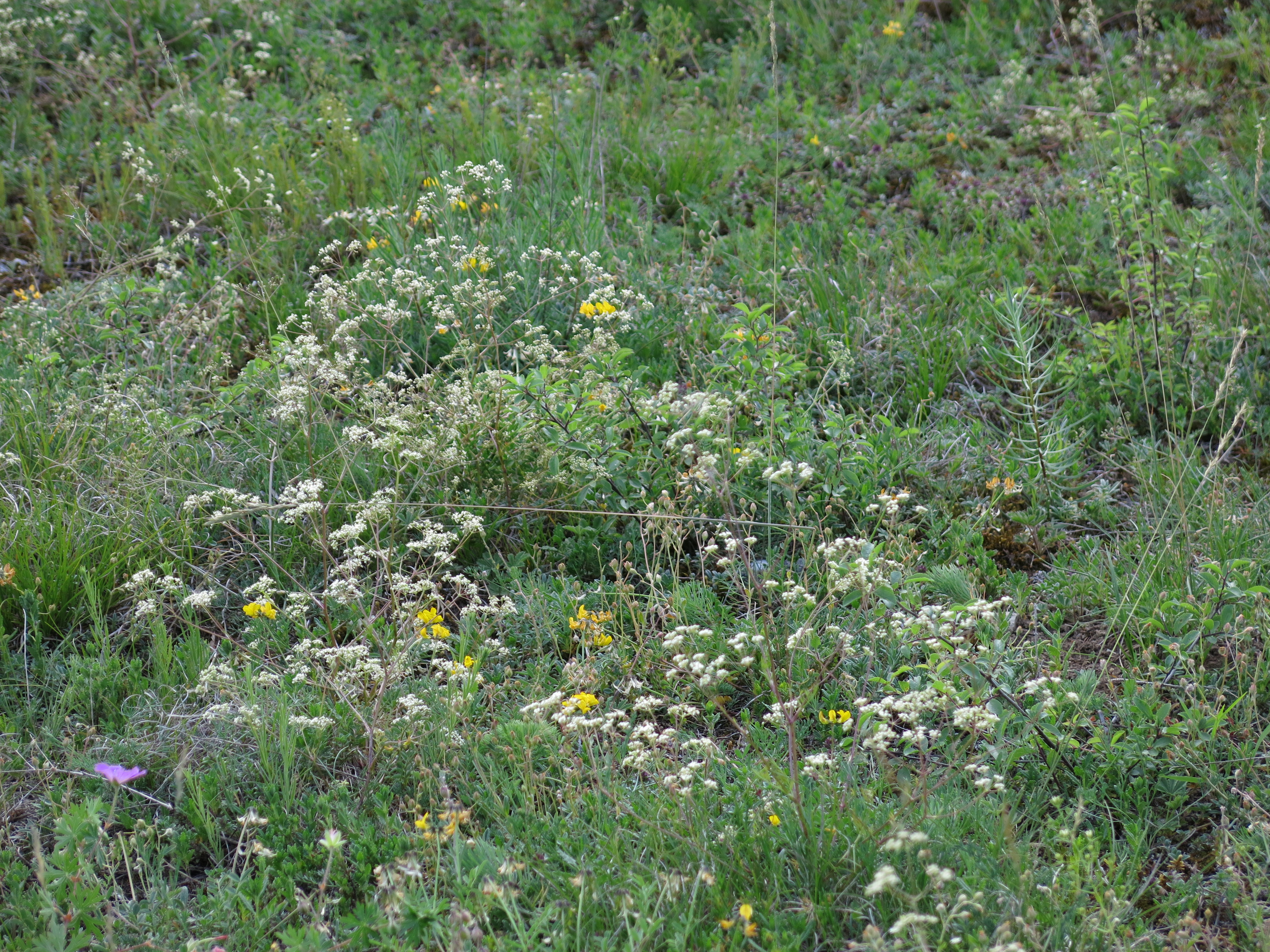
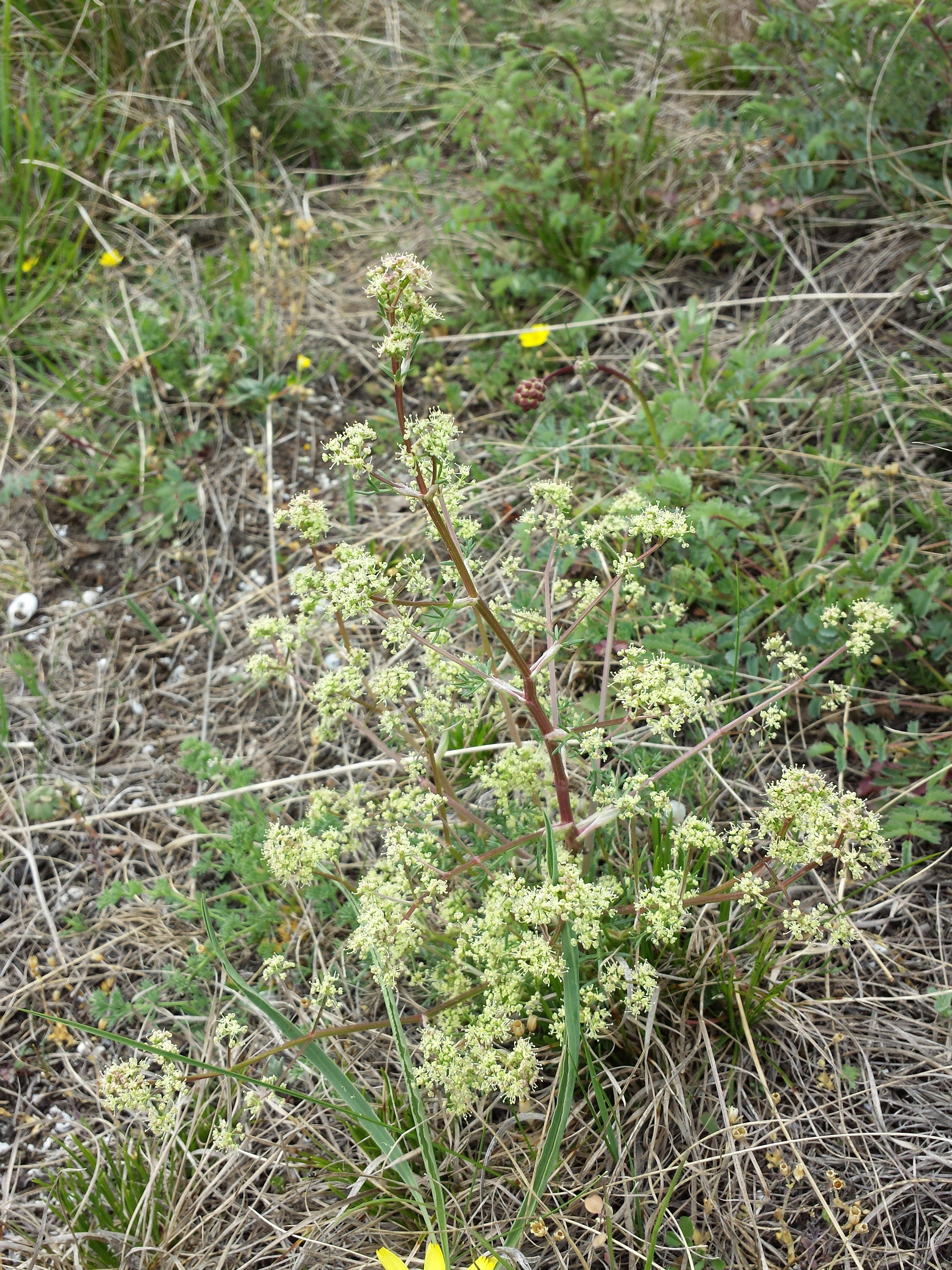
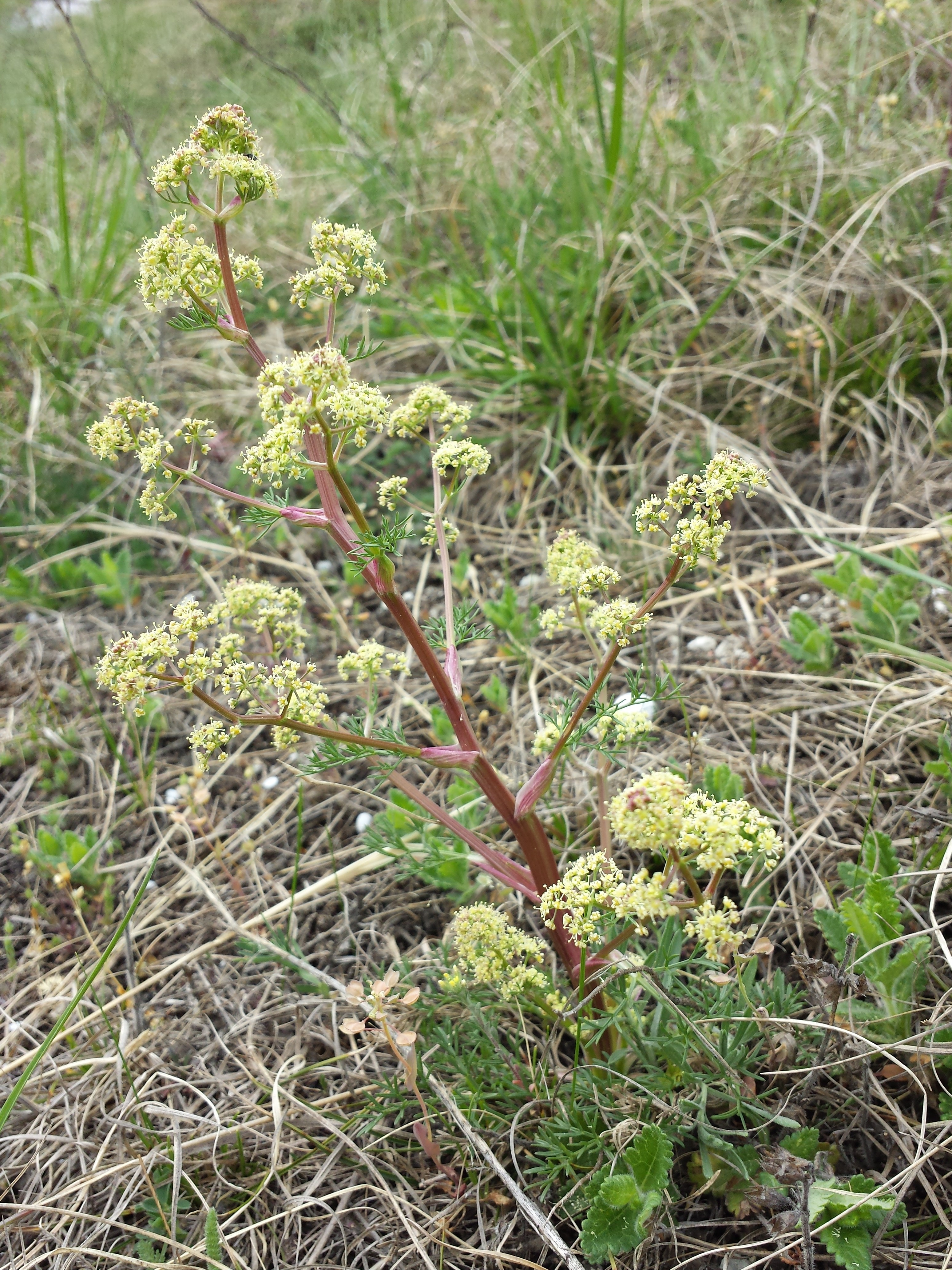
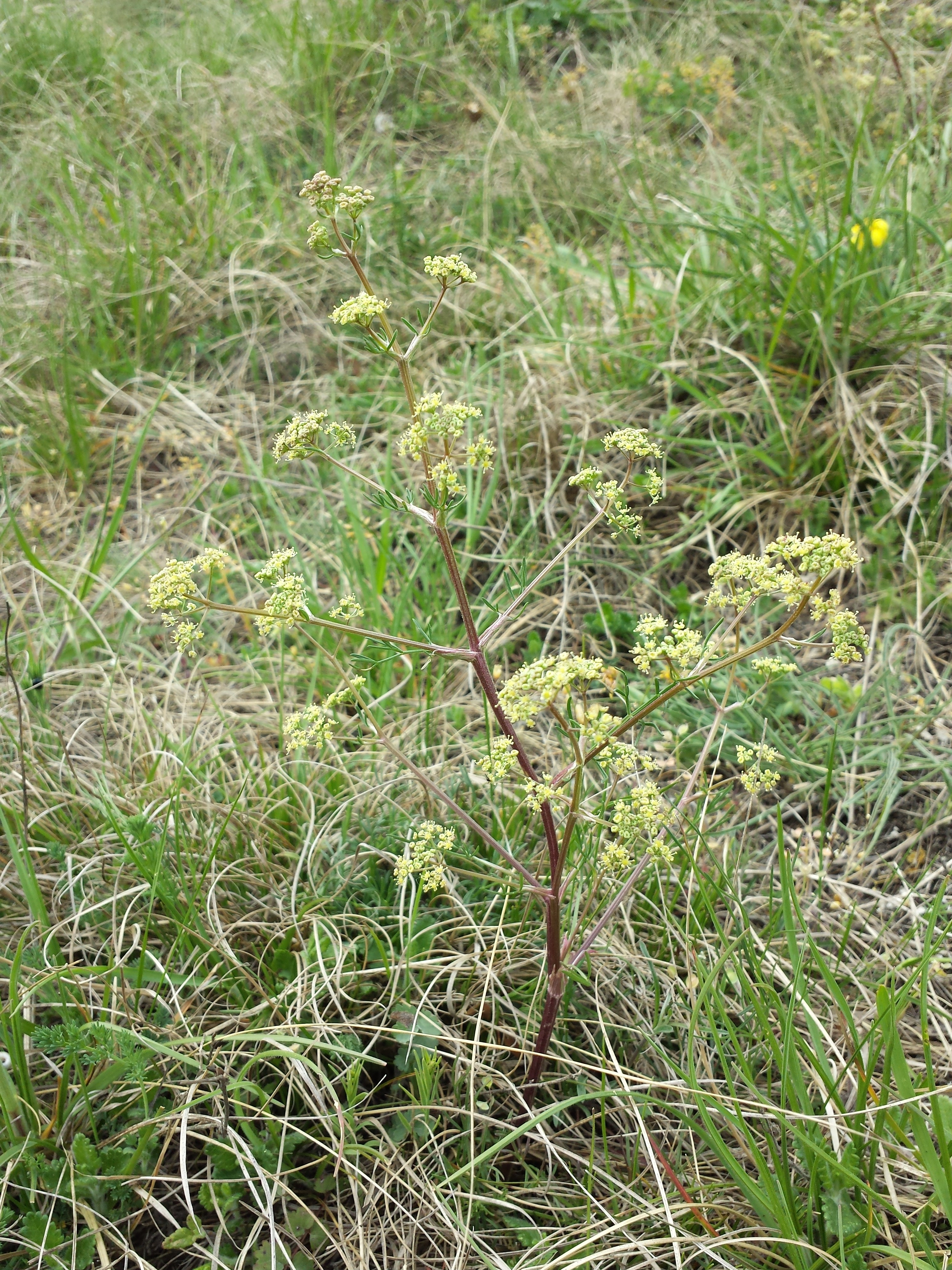